# Осоківський заказник
Осоківський — ентомологічний заказник місцевого значення. Об'єкт розташований на території Дворічанського району Харківської області, село Миколаївка.
Площа — 25 га, статус отриманий у 1984 році.
Охороняється ділянка лучно-степової рослинності у балці Вишнева з фрагментами крейдяних відслонень, відділена від навколишніх полів лісосмугами. У заказнику трапляються рідкісні види лучних та степових комах, занесені до Червоної книги України та міжнародних охоронних списків: дибка степова, вусач земляний хрестоносець, сколія степова, махаон, бражник скабіозовий, синявець римнус.